# 収用委員会
収用委員会（しゅうよういいんかい）とは、地方自治法に基づき都道府県に置かれる行政委員会で、その職務は、土地収用法の定めるところにより、土地収用に関する裁決その他の事務を行う。

## 法的根拠
地方自治法第202条の2第5項 のほか、土地収用法により規定されている。

## 委員会の組織
収用委員会の詳細については、土地収用法により定められている。

### 委員の人数
7人の委員で構成され、就任の順序を定めて2人以上の予備委員を置かなければならない。

### 任期
委員及び予備委員の任期は3年とし、再任されることがある。

### 委員の任命
法律､経済又は行政に関して優れた経験と知識を有し、公共の福祉に関し公正な判断をすることができる者の内から、都道府県議会の同意を得て、都道府県知事が任命する。

### 会長
会長は､委員のうちから、委員が互選する。会長は､収用委員会を代表し、議事その他の会務を総理する。

### 事務局
収用委員会の事務を整理するため、収用委員会に必要な職員が置かれ、都道府県知事が当該都道府県の職員のうちから、会長の同意を得て任命する。なお、該当都道府県の内部組織において収用委員会の事務を整理させることができる。

## 主な職務
収用委員会が処理する主な事務として次のような業務がある。

### 裁決の手続き
- 起業者は、事業認定の告示があった日から1年以内に限り、収用し、又は使用しようとする土地が所在する都道府県の収用委員会に収用又は使用の裁決を申請することができる（土地収用法第39条第1項）。
- 収用委員会は、この申請があった時は、市町村別に裁決申請書及びその添付書類について、当該市町村に関係がある部分の写しを当該市町村長に送付するとともに、土地所有者及びその関係人に裁決の申請があった旨を通知しなければならない（同法第42条第1項）。
- 土地所有者及びその関係人は、縦覧期間内（当該市町村の公告の日から2週間）に意見書を提出することができる。（同法第43条第1項）。
- 収用委員会は、縦覧期間の経過後、遅延なく審理を開始しなければならない（同法第46条第1項）。
- 収用委員会は、審理の結果、申請を却下するか、又は収用若しくは使用の裁決をしなければならない（同法第47条、47条の2）。
- この裁決に不服があるものは、国土交通大臣に審査請求をすることができる(損失の補償に関する不服は審査請求することはできず、当事者訴訟による）。（同法第129条）

### 起業者と土地所有者又はその関係人との協議の確認
- 土地について起業者と土地所有者又はその関係人の全員との間に権利を取得し、又は消滅させるための協議が成立したとき、起業者は、事業の認定の告示があった日以後、収用又は使用の裁決の申請前に限り、当該土地所有者又はその関係人の同意を得て、当該土地の所在する都道府県の収用委員会に協議の確認を申請することができる (同法第116条第1項)。
- 収用委員会は、この申請があった時は、市町村別に確認申請書及びその添付書類について、当該市町村に関係がある部分の写しを当該市町村長に送付し、市町村長は直ちに公告し、その日から2週間公衆に縦覧する (同法第118条第1項、第2項)。
- 収用委員会において確認が行われた時は、土地収用法の適用については、同時に権利取得裁決と明渡裁決があったものとみなされる (同法第121条)。